# 오피스 (영국의 시트콤)
오피스(The Office)는 2001년 7월 9일부터 2003년 12월 27일까지 BBC Two에서 방영된 시트콤이다. 미국 NBC가 판권을 사들여 리메이크 되기도 하였다.